# Thắng Tam
Thắng Tam là một phường thuộc thành phố Vũng Tàu, tỉnh Bà Rịa – Vũng Tàu, Việt Nam.

## Địa lý

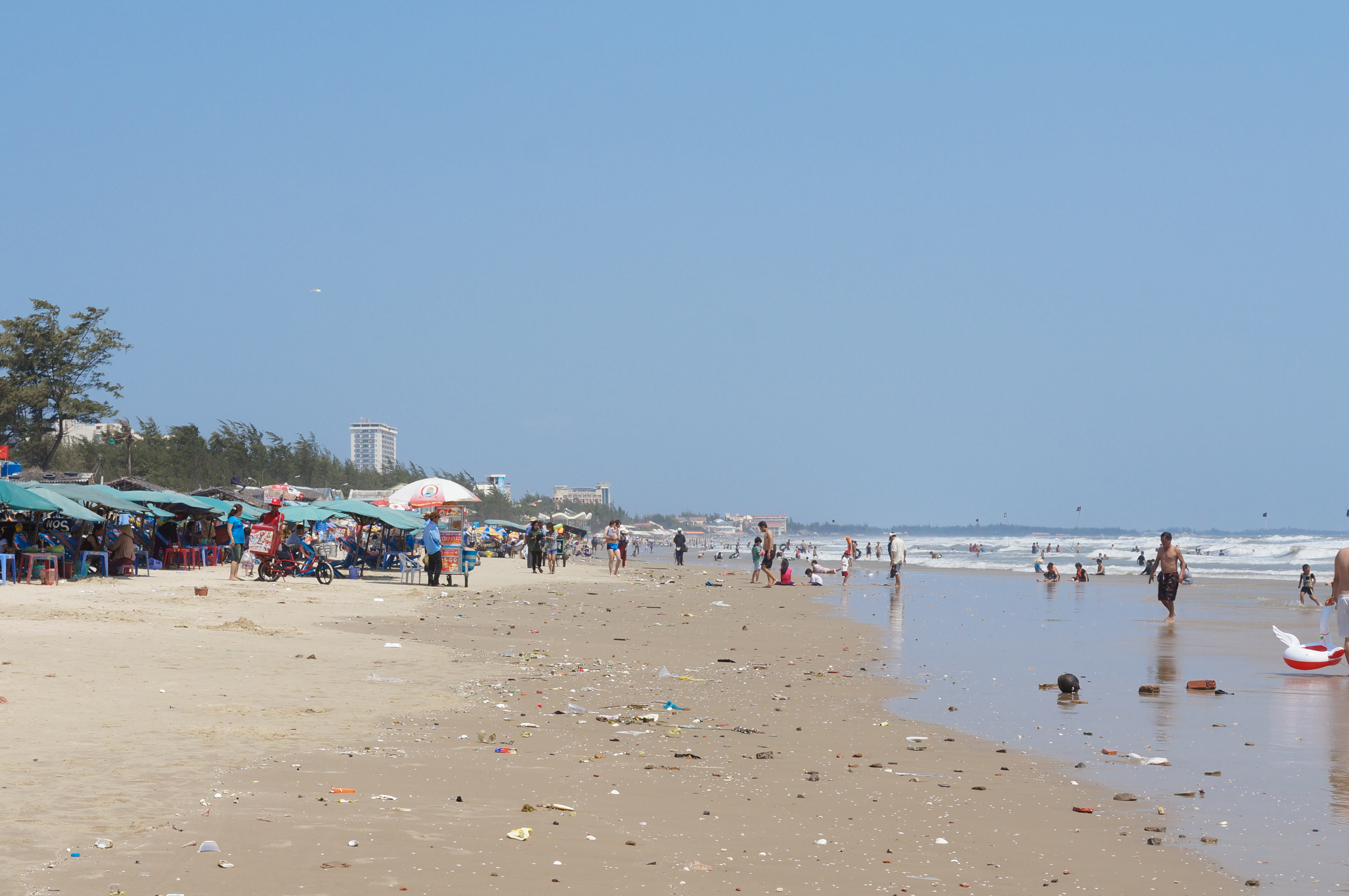
Bãi Sau

Phường Thắng Tam nằm ở phía đông thành phố Vũng Tàu, có vị trí địa lý:
- Phía đông giáp biển Đông
- Phía tây giáp Phường 3
- Phía nam giáp Phường 2
- Phía bắc giáp Phường 8.

Phường có diện tích 2,52 km², dân số năm 2004 là 13.410 người, mật độ dân số đạt 5.332 người/km².

## Lịch sử
Thắng Tam xưa là một trong ba "thuyền" thuộc thủ Phước Thắng, được hình thành vào khoảng đầu thế kỷ XIX (năm 1820), do ông đội Ngô Văn Huyền đứng đầu. Làng lập nên không theo lối quy dân lập ấp truyền thống mà từ một đơn vị lính đồn trú được giải thể, sau này mới hình thành làng Thắng Tam.
Địa bàn làng Thắng Tam cũ khá rộng, bao gồm toàn bộ khu vực phường 1, 2, 4, 8, Thắng Tam, Nguyễn An Ninh ngày nay. Địa hình của làng xưa có nhiều bàu nước, trải dài đến 10 km từ chân Núi Nhỏ đến Cửa Lấp (phường 12). Có nhiều địa danh xưa như đìa Sấu, cù lao Trôm, bưng Nghệ, cù lao Đậu Phộng, cù lao Tượng...
Đình Thắng Tam là trung tâm sinh hoạt và thờ tự của dân làng.
Dưới thời Thiệu Trị và Tự Đức, Thắng Tam thuộc phủ Phước Thắng, huyện Phước An, phủ Phước Long, trấn Biên Hòa.
Dưới thời Pháp thuộc, Thắng Tam là một trong 7 xã thôn thuộc tổng Vũng Tàu, đô thị tự trị Cap Saint Jacques.

### Hiệp định Geneve
Ngày 22 tháng 10 năm 1956, chính quyền Việt Nam Cộng hòa giải thể thị xã Vũng Tàu, chuyển thành quận Vũng Tàu thuộc tỉnh Phước Tuy mới thành lập. Ngày 30 tháng 1 năm 1957, Nghị định số 6-BNV/HC/NĐ của Bộ Nội vụ ấn định các đơn vị hành chánh tỉnh Phước Tuy. Theo đó, Thắng Tam là một xã thuộc quận Vũng Tàu.
Ngày 30 tháng 3 năm 1965, Thủ tướng Việt Nam Cộng hòa ban hành Sắc lệnh số 55/SL-NV chia địa phận thị xã Vũng Tàu thành nhiều khu phố. Đến ngày 22 tháng 8 năm 1972, Tổng trưởng Nội vụ chính quyền Việt Nam Cộng Hòa lại ban hành Nghị định số 553-BNV/HCĐP/NĐ, đổi các danh xưng "khu phố" của thị xã thành phường. Theo đó, khu phố Thắng Tam trở thành phường Thắng Tam.
Sau năm 1975, Vũng Tàu trở thành thị xã trực thuộc tỉnh Đồng Nai. Ngày 30 tháng 5 năm 1979, đặc khu Vũng Tàu – Côn Đảo được thành lập, Thắng Tam trở thành một phường thuộc đặc khu.
Năm 1985, đặc khu mở chợ Vũng Tàu mới trên đường Nam Kỳ Khởi Nghĩa gần bến xe Vũng Tàu với tổng diện tích 3.370m2 để thay thế chợ Vũng Tàu cũ ở đường Lý Thường Kiệt. Chợ tiếp nhận hầu hết các sạp hàng rau củ quả từ chợ cũ chuyển qua.

### Chia tách phường Thắng Tam cũ
Ngày 14 tháng 5 năm 1986, Hội đồng Bộ trưởng ban hành Quyết định số 58-HĐBT. Theo đó:
- Sáp nhập 4 tổ dân phố với 633 người của phường Thắng Tam vào phường Châu Thành
- Sáp nhập 5 tổ dân phố với 1.432 người của phường Thắng Tam vào phường Thắng Nhì
- Chia phần còn lại của phường Thắng Tam thành 3 phường lấy tên là Phường 2, Phường 3 và Phường 8.

Từ năm 1986 đến tháng 12 năm 2004, địa danh Thắng Tam không tồn tại.
Ngày 12 tháng 8 năm 1991, đặc khu Vũng Tàu - Côn Đảo giải thể, Phường 2 trực thuộc thành phố Vũng Tàu, tỉnh Bà Rịa - Vũng Tàu.

### Thành lập phường Thắng Tam
Ngày 24 tháng 12 năm 2004, Chính phủ ban hành Nghị định 212/2004/NĐ-CP. Theo đó, thành lập phường Thắng Tam trên cơ sở 251,50 ha diện tích tự nhiên và 13.410 người của Phường 2. Như vậy, phường Thắng Tam hiện nay nhỏ hơn rất nhiều so với phường Thắng Tam cũ giai đoạn 1965-1986 và làng Thắng Tam trước kia.

## Chính trị

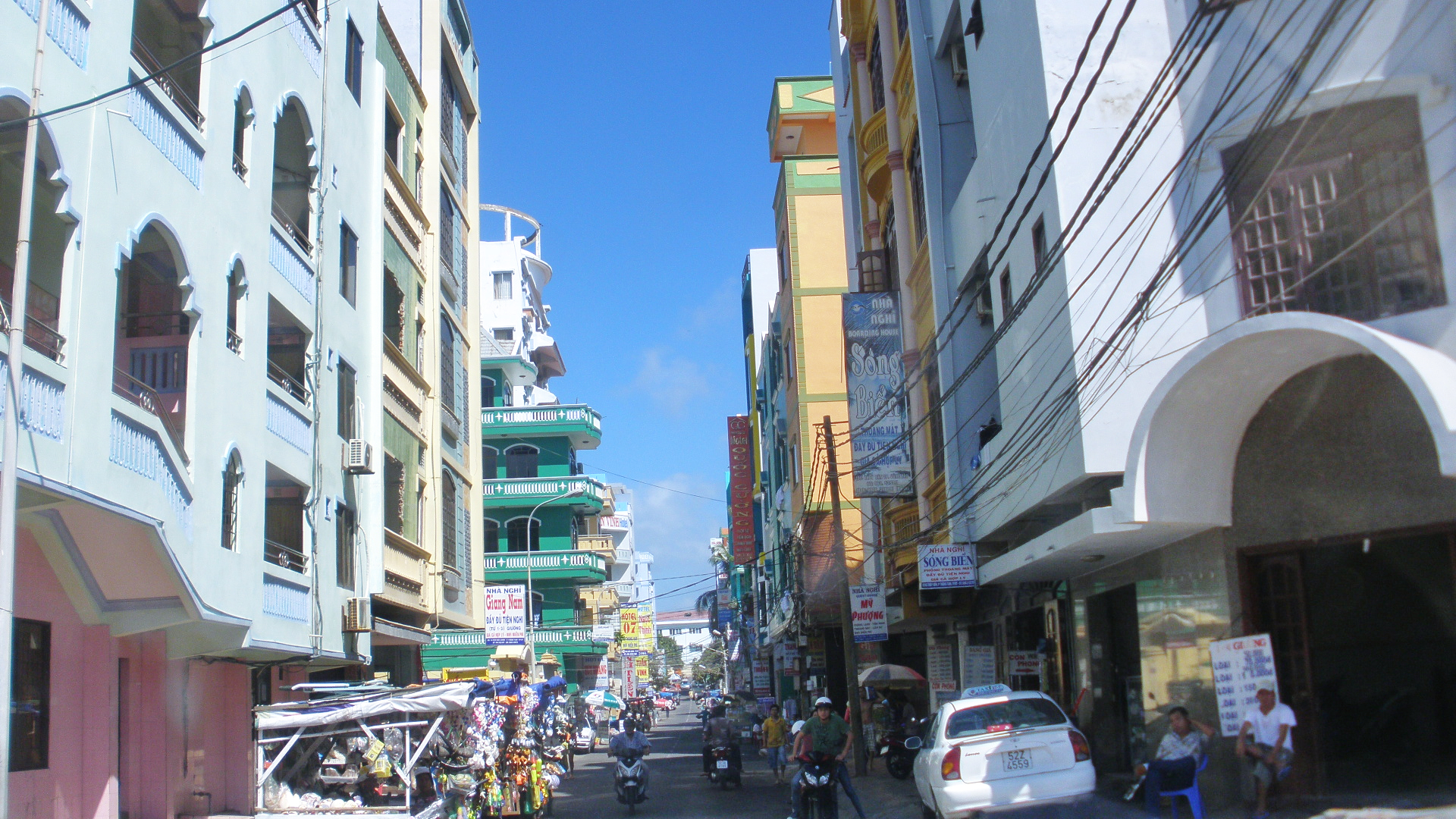
Khu nhà trọ nghỉ mát trên đường Phó Đức Chính ở Bãi Sau

Hội đồng Nhân dân và Ủy ban Nhân dân là hai cơ quan quyền lực Nhà nước địa phương của phường. Trong đó, Hội đồng nhân dân hiện tại là hội đồng nhân dân khóa 2021-2026, được bầu tại kỳ bầu cử Quốc hội khóa XV. Đứng đầu hội đồng nhân dân là Chủ tịch Hội đồng nhân dân. Trước đó, từ năm 2008 đến 2016, phường này không có hội đồng nhân dân, do thực hiện thí điểm không tổ chức hội đồng nhân dân.
Ủy ban Nhân dân là cơ quan chấp hành của Hội đồng nhân dân. Đứng đầu cơ quan này là Chủ tịch UBND.
Về mặt Đảng, Đảng ủy phường Thắng Tam là cơ quan lãnh đạo của Đảng Cộng sản Việt Nam tại địa phương.
Trụ sở Đảng ủy, Hội đồng nhân dân và Ủy ban nhân dân phường đặt tại số 148 Xô Viết Nghệ Tĩnh.

### Bầu cử
Ở cấp tỉnh, phường Thắng Tam thuộc đơn vị bầu cử số 1, gồm các phường 1, 2, 3, 4, 5, 7 và Thắng Tam, bầu ra 5 đại biểu cho Hội đồng nhân dân tỉnh Bà Rịa - Vũng Tàu.
Ở cấp thành phố, phường nằm trong đơn vị bầu cử số 2, cùng với các phường 2 và phường 8, bầu ra 5 đại biểu cho Hội đồng nhân dân thành phố Vũng Tàu.

### Phân khu
Phường Thắng Tam được chia thành 5 khu phố, với 60 tổ dân cư.

## Tôn giáo

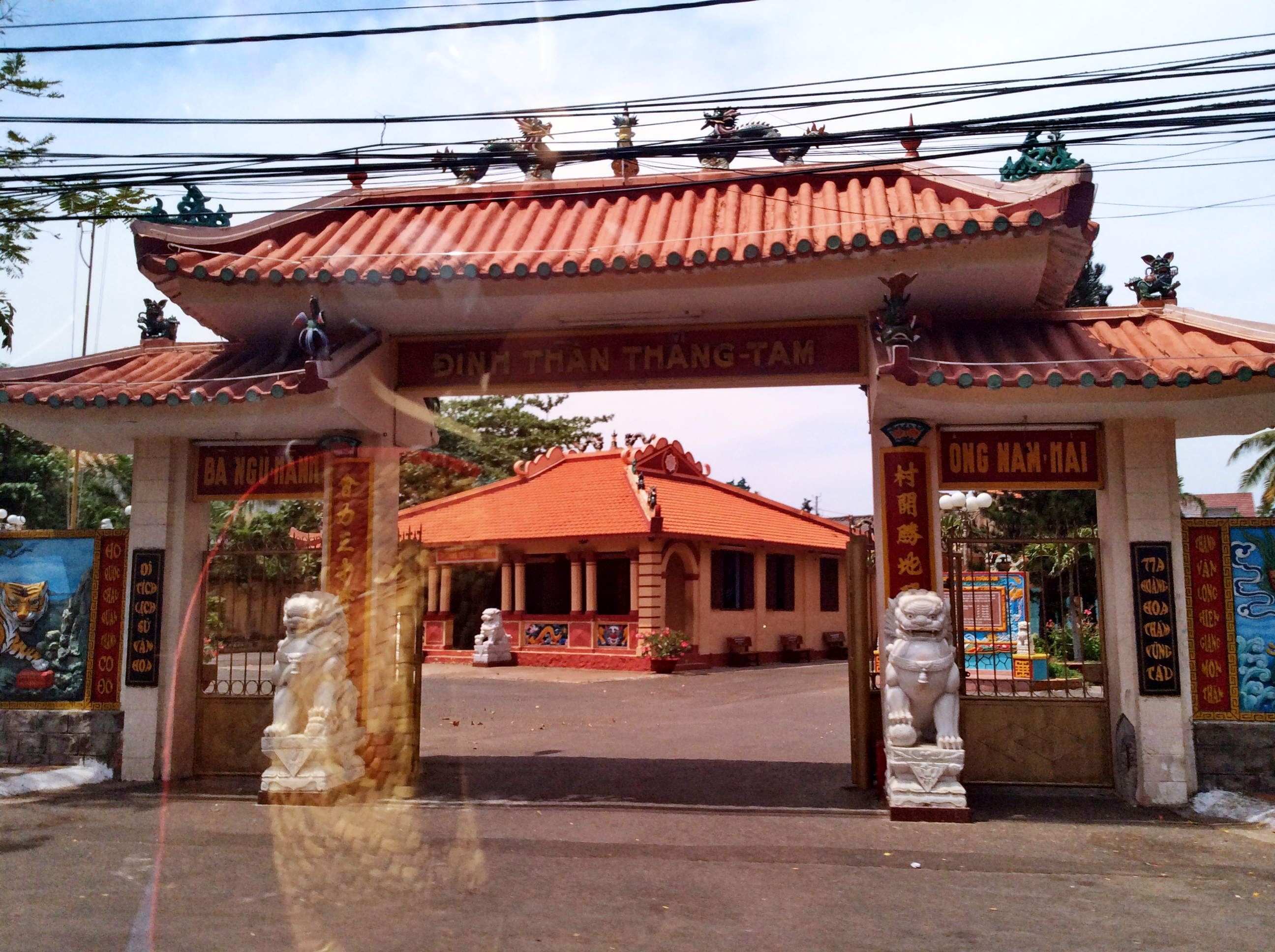
Cổng đình thần Thắng Tam

Đình Thắng Tam là một trong ba đình cổ đầu tiên của người Việt ở Vũng Tàu. Đình hiện nay được dựng năm 1835 và trùng tu năm 1965, là nơi sinh hoạt của dân làng Thắng Tam cũ. Trong đình thờ ba ông cai đội có công dựng làng lập ấp thời Nguyễn là Phạm Văn Dinh, Lê Văn Lộc và Ngô Văn Huyền. Trong khuôn viên đình, ngoài chánh điện còn có Lăng Ông Nam Hải và miếu bà Ngũ Hành. Ngày 3 tháng 3 năm 2010, Bộ Văn hóa, Thể thao và Du lịch đã ra Quyết định số 835/QĐ - BVHTTDL công nhận Đình Thắng Tam là di tích văn hóa cấp Tỉnh.
Đền thờ liệt sĩ Tp. Vũng Tàu tọa lạc trên đồi Ngọc Tước nhìn ra vòng xoay Đài liệt sĩ. Đền thờ được khánh thành năm 2006, là nơi thờ tự chung cho các anh hùng liệt sĩ đã hy sinh cho cách mạng và độc lập của Việt Nam. Trong đền có bia đá ghi danh 1.395 anh hùng và 117 hộp tro cốt các liệt sĩ của thành phố Vũng Tàu.
Có hai cơ sở Phật giáo là Phước Hải Tự theo hệ phái Nam tông, và Quân Âm Ni viện theo hệ phai Bắc tông.

## Giáo dục
Trường tiểu học Thắng Tam, trường THCS Huỳnh Khương Ninh và trường THPT Đinh Tiên Hoàng là ba cơ sở giáo dục công lập chính của phường.

## Giao thông
- Đường Nam Kỳ Khởi Nghĩa
- Đường Thùy Vân
- Đường Lê Hồng Phong
- Đường Hoàng Hoa Thám
- Đường Xô Viết Nghệ Tĩnh

## Thương mại
Chợ Vũng Tàu (chợ Mới): là chợ đầu mối nông sản thực phẩm chính của thành phố Vũng Tàu. Chợ được lập ra năm 1985.

## Giải trí

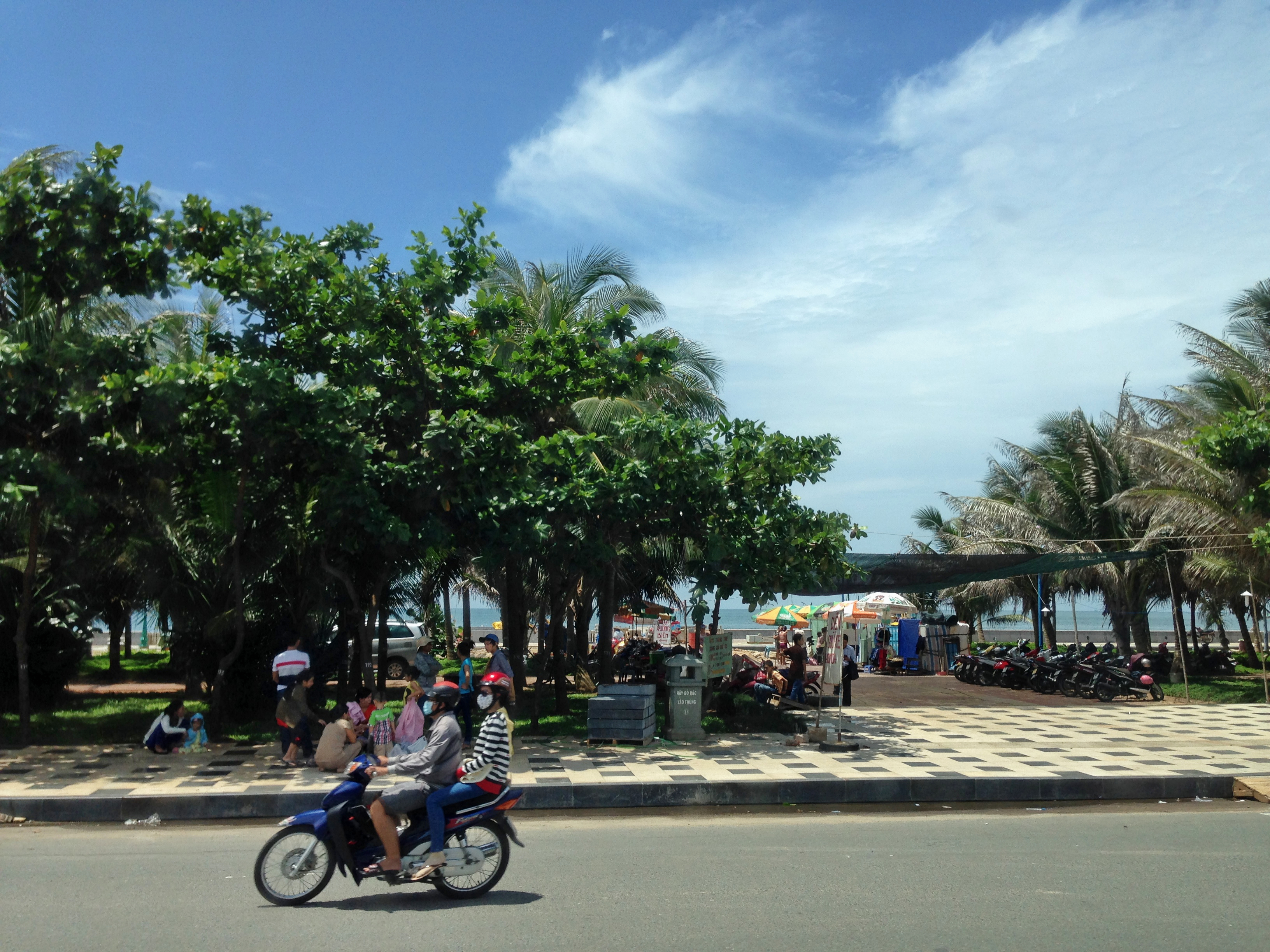
Công viên Bãi Sau

- Công viên Bãi SauCông viên Bãi Sau là dải công viên cây xanh dọc theo bờ biển Bãi Sau, bắt đầu từ chân Dốc Thuỳ Vân lên hướng bắc tới Trung tâm Thông tin du lịch, dọc đường Thuỳ Vân. Dự án được khánh thành theo chương trình chỉnh trang đô thị của Tp Vũng Tàu năm 2012. Trong công viên có Quảng trường Bãi Sau, tượng cá voi và nhiều thiết bị giải trí tập thể cho công chúng.
- Khu vui chơi Thỏ Trắng là công viên giải trí dành cho trẻ em ở số 9 Thùy Vân. Khu vui chơi này khánh thành năm 2015.[12]
- Bãi Sau, còn gọi là Bãi Thùy Vân: là bãi tắm chính của thành phố Vũng Tàu, trải dài theo bờ biển phía đông của phường.